# 1981 في قبرص
فيما يلي قوائم الأحداث التي وقعت خلال عام 1981 في قبرص.

## سياسة

### تعيين في المنصب
- 1 يناير – نيكوس أناستاسيادس عضو مجلس نواب قبرص.

## رياضة
- 10 مايو – الدوري القبرصي لكرة القدم 1980–1981 الفائز نادي أومونيا.

## مواليد

### يناير
- 1 يناير – إيفدوكيا كادي مغنية قبرصية.

### يوليو
- 25 يوليو – كونستانتينوس كارالامبيديس لاعب كرة قدم قبرصي.